# Pisoniamyia mexicana
Pisoniamyia mexicana är en tvåvingeart som först beskrevs av Ephraim Porter Felt 1911.  Pisoniamyia mexicana ingår i släktet Pisoniamyia och familjen gallmyggor. Inga underarter finns listade i Catalogue of Life.